# Saison 1 de Grimm
Chronologie
Saison 2
Cet article présente les vingt-deux épisodes de la première saison de la série télévisée américaine Grimm.

## Synopsis
La série se déroule à Portland où un détective doit protéger toute âme vivante des sinistres personnages des contes des frères Grimm qui ont infiltré le monde réel.

## Distribution

### Acteurs principaux
- David Giuntoli (VF : Pascal Nowak) : Nick Burkhardt
- Russell Hornsby (VF : Gilles Morvan) : Hank Griffin
- Silas Weir Mitchell (VF : Constantin Pappas) : Eddie Monroe
- Reggie Lee (VF : Didier Cherbuy) : sergent Wu
- Bitsie Tulloch (VF : Pamela Ravassard) : Juliette Silverton
- Sasha Roiz (VF : Loic Houdré) : capitaine Sean Renard

### Acteurs récurrents
- Bree Turner (VF : Céline Mauge) : Rosalee Calvert[2]
- Claire Coffee (VF : Sybille Tureau) : Adalind Schade
- Sharon Sachs (VF : Marie-Martine) : Dr Harper
- Danny Bruno (en) (VF : Sylvain Clément) : Bud

### Invités
- Kate Burton (VF : Évelyne Grandjean) : Marie Kessler[3] (épisodes 1 et 2)
- Ayanna Berkshire (VF : Dominique Lelong) : Dr Rose (épisodes 1 et 2)
- Tim Bagley (VF : Christian Visine) : agent de poste (épisode 1)
- Currie Graham (VF : Guy Chapellier) : Frank Rabe (épisode 2)
- Amy Gumenick : Gilda Darner (épisode 2)
- Parker Bagley (VF : Nessym Guetat) : Barry Rabe (épisode 2)
- Ethan Atkinson (VF : Philippe Siboulet) : T.B. Colbert (épisode 2)
- Rich Morris (VF : Nicolas Beaucaire) : Doug (épisode 3)
- Nana Visitor (VF : Marie Gamory) : Melissa Wincroft (épisode 3)
- Henri Lubatti (VF : Fabien Jacquelin) : Slivitch (épisodes 4 et 19)
- Patrick Fischler (VF : Daniel Lafourcade) : Billy Capra (épisode 4)
- Haley Talbot (VF : Anne Massoteau) : Lisa (épisode 4)
- Tim True (VF : Jean-Luc Atlan) : Leroy Kent (épisode 4)
- Nick Thurston (VF : Maxime Baudoin) : Roddy Geiger (épisode 5)
- Judith Hoag (VF : Véronique Augereau) : Mme Jessup (épisode 5)
- Amelia Rose Blaire (VF : Margaux Laplace) : Sarah Jessup (épisode 5)
- Gregory Miller (VF : Pascal Germain) : Lawrence Brimley (épisode 5)
- Danny Belrose (VF : Jerome Wiggins) : Sammy (épisode 5)
- Russell Hodgkinson (VF : Emmanuel Karsen) : Ephram Geiger (épisode 5)
- Shelley B. Shelley (VF : Laura Zichy) : Grace Kaplan (épisode 5)
- Brad William Henke (VF : Marc Saez) : Hap Lasser (épisode 6)
- Jaime Ray Newman : Angelina Lasser (épisode 6)
- Daniel Roebuck (VF : Bernard Métraux) : lieutenant Peter Orson (épisode 6)
- Claudia Christian : Mme Clark (épisode 7)
- Ted Rooney (en) (VF : Éric Legrand) : James Addison (épisode 7)
- Robert McKeehen (VF : Pascal Germain) : agent de la DEA Langford (épisode 7)
- Drew Barrios (VF : Jérôme Wiggins) : Delmar Blake (épisode 7)
- Shawn Law (VF : Emmanuel Gradi) : Roland Blake (épisode 7)
- Matthew DiBiasio (VF : Laurent Larcher) : Mike Blake (épisode 7)
- Mike Dunay (VF : Stanislas Forlani) : Dustin (épisode 7)
- Eric Edelstein (VF : Bernard Jung) : Oleg Stark (épisode 8)
- Amanda Walsh (VF : Stéphanie Lafforgue) : Natalie Havershaw (épisode 9)
- Frederick Koehler (VF : Paolo Domingo) : Martin Burgess (épisode 9)
- Gavin Hoffman : Leonard Drake (épisode 9)
- J.W. Crawford (VF : Denis Boileau) : Forest McCleary (épisode 9)
- Doug Brooks (VF : Pierre-François Pistorio) : Mason Snyder (épisode 9)
- Valerie Cruz (VF : Ethel Houbiers) : Dr Levine (épisode 10)
- Steven Beckingham (en) (VF : Xavier Béja) : Tom Daniels (épisode 10)
- Daryl Sabara (VF : Adrien Solis) : Hanson[4] (épisode 10)
- Hannah Marks (VF : Caroline Pascal) : Gracie[4] (épisode 10)
- Randy Schulman (VF : Tugdual Rio) : Freddy (épisodes 10 et 15)
- Amy Acker (VF : Léa Gabrièle) : Lena Marcenko[5] (épisode 11)
- Nicholas Gonzalez (VF : Damien Boisseau) : Ryan Showalter (épisode 11)
- Ryan McCluskey (VF : Benoît DuPac) : Robert Marcinko (épisode 11)
- Nicole McCullough (VF : Leslie Lipkins) : Sally Marcinko (épisode 11)
- Robert Blanche (VF : Michel Vigné) : officier Franco (épisodes 11, 12 et 15)
- Kyle Vahan (VF : Jean-Christophe Clément) : John Oblinger (épisodes 11 et 19)
- Nick Chinlund (VF : Éric Herson-Macarel) : Leo Taymor (épisode 12)
- Titus Welliver (VF : Jean-Louis Faure) : Farley Kolt[6] (épisode 13)
- Jordi Caballero (en) (VF : Boris Rehlinger) : Soledad Marquesa (épisode 13)
- Alan Smyth (VF : Benjamin Gasquet) : Ian Flynn (épisode 13)
- Danielle Panabaker (VF : Edwige Lemoine) : Ariel Eberhart (épisode 14)
- Daniel Baldwin (VF : Thierry Mercier) : Jordan Vance (épisode 14)
- Rusty Tennant (VF : Jacques Bouanich) : Joe Oliver (épisode 14)
- Paul Glazier (VF : Laurent Morteau) : Clint Vickers (épisode 15)
- Azura Skye : Robin Steinkellner[7] (épisode 16)
- Josh Randall (VF : Tony Joudrier) : Timothy Steinkellner (épisode 16)
- Michael Sheets (VF : Alexis Victor) : Peter (épisode 16)
- Jessica Tuck (VF : Emmanuèle Bondeville) : Catherine[8] (épisode 17)
- Sebastian Roché (VF : Emmanuel Gradi) : Edgar Waltz (épisode 18)
- Kevin Carroll (VF : Jean-Rémi Tichit) : Arnold Rosarot (épisode 19)
- David Zayas (VF : Enrique Carballido) : Salvadore Butrell[9] (épisode 19)
- Kenneth Mitchell : Larry McKenzie[10] (épisode 21)
- Roger Bart (VF : Vincent Ropion) : Constantin Brinkerhof[11] (épisode 21)
- Mary Elizabeth Mastrantonio (VF : Frédérique Tirmont) : la femme en noir[12] (épisode 22)
- Brian Tee (VF : Stéphane Marais) : Akira Kimura (épisode 22)

## Production
Cette première saison, initialement prévue pour treize épisodes, a obtenu la commande de 9 épisodes supplémentaires par la chaîne, portant la série à un total de 22 épisodes.

### Diffusion
Les épisodes sont diffusés simultanément aux États-Unis et au Canada (sauf le pilote qui a été diffusé une heure plus tôt au Canada).
La diffusion francophone se déroule ainsi :
En France, la série a été diffusée du 24 avril 2012 au 18 septembre 2012 sur Syfy Universal France puis du 11 janvier 2013 sur 8 mars 2013 sur NT1;
Au Québec, du 20 août 2012 au 23 janvier 2013 sur Ztélé ;
En Belgique, depuis le 19 janvier 2013 sur Plug RTL[réf. souhaitée] ;
Aucune information disponible concernant la diffusion en Suisse.

## Liste des épisodes

### Épisode 1:Il était une fois…
- États-Unis /  Canada : 28 octobre 2011 sur NBC / CTV
- France :
- 24 avril 2012 sur Syfy[17],[18],[19]
- 11 janvier 2013 sur NT1
- Québec : 20 août 2012 sur Ztélé[16]

- États-Unis : 6,56 millions de téléspectateurs[20] (première diffusion)
- Canada : 1,53 million de téléspectateurs[21] (première diffusion)
- France : 487 000 téléspectateurs[22](deuxième diffusion)

- Kate Burton (Marie Kessler)
- Ayanna Berkshire (Dr Rose)
- Tim Bagley (agent de poste)
- Claire Coffee (Adalind Schade)

Le Petit Chaperon rouge de Charles Perrault
« The wolf thought to himself what a tender young creature. What a nice plump mouthful. »

### Épisode 2:La Peau de l'ours
- États-Unis /  Canada : 4 novembre 2011 sur NBC / CTV
- France :
- 24 avril 2012 sur Syfy[19],[18]
- 11 janvier 2013 sur NT1
- Québec : 27 août 2012 sur Ztélé[23]

- États-Unis : 6,01 millions de téléspectateurs[24] (première diffusion)
- Canada : 1,43 million de téléspectateurs[25] (première diffusion)
- France : 400 000 téléspectateurs[22](deuxième diffusion)

- Kate Burton (Marie Kessler)
- Currie Graham (Frank Rabe)
- Amy Gumenick (Gilda Darner)
- Claire Coffee (Adalind Schade)
- Parker Bagley (Barry Rabe)
- Ayanna Berkshire (Rose)
- Alexander Mendeluk (Rocky)

Boucles d'or et les Trois Ours des frères Grimm
« She looked into the window, and then peeped through the keyhole; seeing nobody in the house, she lifted the latch. »

### Épisode 3:La Reine des abeilles
- États-Unis /  Canada : 11 novembre 2011 sur NBC / CTV
- France :
- 24 avril 2012 sur Syfy[19],[18]
- 11 janvier 2013 sur NT1
- Québec : 3 septembre 2012 sur Ztélé[23]

- États-Unis : 5,18 millions de téléspectateurs[26] (première diffusion)
- Canada : 1,37 million de téléspectateurs[27] (première diffusion)
- France : 450 000 téléspectateurs[22](deuxième diffusion)

- Claire Coffee (Adalind Schade)
- Nana Visitor (Melissa Waincroft)
- Sharon Sachs (Dr. Harper)
- Mary Ann Jarou (Serena Dunbrook)
- Linn Bjornland (Camilla Gotlieb)
- Sherry Lipkin (Harrison Berman)
- Mike Prosser (Elliot Spinella)
- Stephen Lange (John Coleman)
- Rich Morris (Doug Shellow)

La Reine des abeilles
« She'll sting you one day. Oh, ever so gently, you'll hardly even feel it. `til you fall dead. »

### Épisode 4:Sous le charme
- États-Unis /  Canada : 18 novembre 2011 sur NBC / CTV
- France :
- 1er mai 2012 sur Syfy[19],[18]
- 11 janvier 2013 sur NT1
- Québec : 10 septembre 2012 sur Ztélé[23]

- États-Unis : 5,44 millions de téléspectateurs[28] (première diffusion)
- Canada : 1,26 million de téléspectateurs[29] (première diffusion)
- France : 400 000 téléspectateurs[22](deuxième diffusion)

- Haley Talbot (Lisa)
- Patrick Fischler (Billy Capra)
- Sharon Sachs (Dr. Harper)
- Bevin Kaye (Faith Collins)
- Tim True (Leroy Kent)
- Casey McFeron (Roy Collins)

Barbe bleue de Charles Perrault
« There she paused for a while thinking...but the temptation was so great she could not conquer it. »

### Épisode 5:Le Joueur de violon
- États-Unis /  Canada : 8 décembre 2011 sur NBC / CTV
- France :
- 1er mai 2012 sur Syfy[19],[18]
- 18 janvier 2013 sur NT1
- Québec : 17 septembre 2012 sur Ztélé[23]

- États-Unis : 4,09 millions de téléspectateurs[30] (première diffusion)
- Canada : 874 000 téléspectateurs[31] (première diffusion)
- France : 375 000 téléspectateurs[32](deuxième diffusion)

- Claire Coffee (Adalind Schade)
- Nick Thurson (Robby Reigen)
- Sharon Sachs (Dr. Harper)
- Judith Hoag (Mme Jessup)
- Amelia Rose Blaire (Sarah Jessup)

Le Joueur de flûte de Hamelin des frères Grimm
« Out they scampered from doors, windows, and gutters, rats of every size, all after the piper. »

### Épisode 6:Les Trois Méchants Loups
- États-Unis /  Canada : 9 décembre 2011 sur NBC / CTV
- France :
- 8 mai 2012 sur Syfy[18]
- 18 janvier 2013 sur NT1
- Québec : 24 septembre 2012 sur Ztélé[23]

- États-Unis : 5,43 millions de téléspectateurs[33] (première diffusion)
- Canada : 1,17 million de téléspectateurs[34] (première diffusion)
- France : 400 000 téléspectateurs[32](deuxième diffusion)

- Jaime Ray Newman (Angelina Lasser)
- Brad William Henke (Hap Lasser)
- Daniel Roebuck (Peter Orson)

Les Trois Petits Cochons
« Little Pig, Little pig, let me come in, said the wolf to the pig. Not by the hair of my chinny chin chin, Said the pig to the wolf. »

### Épisode 7:L'Enfant sauvage
- États-Unis /  Canada : 16 décembre 2011 sur NBC / CTV
- France :
- 8 mai 2012 sur Syfy[19],[18]
- 18 janvier 2013 sur NT1
- Québec : 1er octobre 2012 sur Ztélé[23]

- États-Unis : 5,16 millions de téléspectateurs[35] (première diffusion)
- Canada : 1,14 million de téléspectateurs[36] (première diffusion)
- France : 450 000 téléspectateurs[32](deuxième diffusion)

- Ted Rooney (en) (James Addison)
- Claudia Christian (Mme Clark)
- Mary Jon Nelson (Holly Clark)

Raiponce des frères Grimm
« The enchantress was so hard-hearted, that she banished the poor girl to a wilderness, where she had to live a miserable, wretch state. »

### Épisode 8:Chasse à l'ogre
- États-Unis /  Canada : 13 janvier 2012 sur NBC / CTV
- France :
- 15 mai 2012 sur Syfy[18]
- 18 janvier 2013 sur NT1
- Québec : 8 octobre 2012 sur Ztélé[23]

- États-Unis : 4,65 millions de téléspectateurs[37] (première diffusion)
- Canada : 996 000 téléspectateurs[38] (première diffusion)
- France : 400 000 téléspectateurs[32](deuxième diffusion)

- Eric Edelstein (Oleg Stark)
- Anthony De Longis (Logan Patterson)

Jack et le Haricot magique
« Fee Fi Fo Fum... I smell the blood of an Englishman... »

### Épisode 9:Une souris et un homme
- États-Unis /  Canada : 20 janvier 2012 sur NBC / CTV
- France :
- 15 mai 2012 sur Syfy[18]
- 25 janvier 2013 sur NT1
- Québec : 15 octobre 2012 sur Ztélé[23]

- États-Unis : 5,92 millions de téléspectateurs[39] (première diffusion)
- Canada : 1,08 million de téléspectateurs[40] (première diffusion)
- France : 363 000 téléspectateurs[41](deuxième diffusion)

- Amanda Walsh (Natalie Haverstraw)
- Fred Koehler (Martin Burgess)
- Gavin Hoffman (Leonard Drake)
- Doug Brooks (Mason Snyder)
- Ebbe Roe Smith (Mr Burgess)

Des souris et des hommes de John Steinbeck
« I am impelled not to squeak like a grateful and frightened mouse but to roar... »

### Épisode 10:Sans toit ni foie
- États-Unis /  Canada : 3 février 2012 sur NBC / CTV
- France :
- 22 mai 2012 sur Syfy[18]
- 25 janvier 2013 sur NT1
- Québec : 22 octobre 2012 sur Ztélé[23]

- États-Unis : 4,79 millions de téléspectateurs[42] (première diffusion)
- Canada : 967 000 téléspectateurs[43] (première diffusion)
- France : 400 000 téléspectateurs[41](deuxième diffusion)

- Daryl Sabara (Hanson)
- Hannah Marks (Gracie)
- Valerie Cruz (Dr Levine)
- Donald Fisher (Steven)
- James Maxey (Kevin)
- Randy Schulman (Freddy Calvert)

Hansel et Gretel des frères Grimm
« We shall see the crumbs of bread...and they will show us our way home again. »

### Épisode 11:Course contre le temps
- États-Unis /  Canada : 10 février 2012 sur NBC / CTV
- France :
- 22 mai 2012 sur Syfy[18]
- 1er février 2013 sur NT1
- Québec : 29 octobre 2012 sur Ztélé[23]

- États-Unis : 5,3 millions de téléspectateurs[44] (première diffusion)
- Canada : 1,08 million de téléspectateurs[45] (première diffusion)
- France : 409 000 téléspectateurs[46](deuxième diffusion)

- Amy Acker (Lena Marcenko)
- Nicholas Gonzalez (Ryan Showalter)
- Sharon Sachs (Dr Harper)
- Robert Blanche (Sergent Franco)
- Darlene Young (Charlotte)
- Kyle Vahan (John Oblinger)
- Danny Bruno (Bud)

The Spider Goblin, un conte japonais
« Instantly, the priestess changed into a monstrous goblin-spider and the warrior found caught fast in her web. »
(Trad. Litt. : « Alors la prêtresse se changea en une monstrueuse araignée et le guerrier se retrouva pris dans sa toile. »)

### Épisode 12:Comme des bêtes
- États-Unis /  Canada : 24 février 2012 sur NBC / CTV
- France :
- 29 mai 2012 sur Syfy[18]
- 1er février 2013 sur NT1
- Québec : 5 novembre 2012 sur Ztélé[23]

- États-Unis : 4,79 millions de téléspectateurs[47] (première diffusion)
- Canada : 830 000 téléspectateurs[48] (première diffusion)
- France : 410 000 téléspectateurs[46](deuxième diffusion)

Androclès par Aulu-Gelle
« The beasts are loosed into the arena, and among them, a beast of huge bulk and ferocious aspect. Then the slave was cast in. »
(Trad. Litt. : « On lâcha les fauves dans l’arène, ainsi qu’une énorme et féroce bête. Ensuite, on y jeta l'esclave. »)

### Épisode 13:La Folie des grandeurs
- États-Unis /  Canada : 2 mars 2012 sur NBC / CTV
- France :
- 29 mai 2012 sur Syfy[18]
- 8 février 2013 sur NT1
- Québec : 12 novembre 2012 sur Ztélé[23]

- États-Unis : 5,3 millions de téléspectateurs[49] (première diffusion)
- Canada : 978 000 téléspectateurs[50] (première diffusion)
- France : 458 000 téléspectateurs[51](deuxième diffusion)

- Titus Welliver (Farley Kolt)
- Sharon Sachs (Dr Harper)
- Robert Cohn (Sam Bertram)
- Jordi Caballero (Soledad Marquesa)
- Alan Smyth (Ian Flynn)

Le Maître-voleur, des frères Grimm
« For me there are neither locks or bolts, whatsoever I desire is mine. »
(Trad. Litt. : « 'Pour moi, n'existe ni serrure ni verrou, tout ce que je désire je l'obtiens »)

### Épisode 14:L'Antre du dragon
- États-Unis /  Canada : 9 mars 2012 sur NBC / CTV
- France :
- 5 juin 2012 sur Syfy[18]
- 8 février 2013 sur NT1
- Québec : 19 novembre 2012 sur Ztélé[23]

- États-Unis : 5,05 millions de téléspectateurs[52] (première diffusion)
- Canada : 996 000 téléspectateurs[53] (première diffusion)
- France : 400 000 téléspectateurs[51](deuxième diffusion)

- Daniel Baldwin (Jordan Vance)
- Danielle Panabaker (Ariel Eberhart)
- Don Alder (Fred Eberhart)

Les Deux Frères des frères Grimm
« Said the dragon, "Many knights have left their lives here, I shall soon have an end to you, too.", and the breathed fire out of jaws. »
(trad. Litt. : « le dragon répondit " Beaucoup de chevaliers ont perdu la vie ici, et ta fin arrive, aussi, bientôt" et ses sept gueules crachèrent des flammes. »)

### Épisode 15:Cuisines et Dépendances
- États-Unis /  Canada : 30 mars 2012 sur NBC / CTV
- France :
- 5 juin 2012 sur Syfy[18]
- 15 février 2013 sur NT1
- Québec : 26 novembre 2012 sur Ztélé

- États-Unis : 4,15 millions de téléspectateurs[54] (première diffusion)
- Canada : 840 000 téléspectateurs[55] (première diffusion)
- France : 468 000 téléspectateurs[56](deuxième diffusion)

- Bree Turner (Rosalee)
- Claire Coffee (Adalind Schade)

L'Âne-Salade (en) des frères Grimm
« Soon he has so in love with the witch's daughter that he could think of nothing else. He lives by light of her eyes and glady did whatever she asked. »
(Trad. Litt. : « Il était si amoureux de la fille de la sorcière, qui ne pensait qu'à elle. Il ne vivait que pour elle et aveuglement faisait tout ce qu'elle lui demandait. »)

### Épisode 16:La Poule aux œufs d'or
- États-Unis /  Canada : 6 avril 2012 sur NBC / CTV
- France :
- 4 septembre 2012 sur Syfy Universal France[57]
- 15 février 2013 sur NT1
- Québec : 3 décembre 2012 sur Ztélé

- États-Unis : 4,45 millions de téléspectateurs[58] (première diffusion)
- Canada : 1,015 million de téléspectateurs[59] (première diffusion)
- France : 450 000 téléspectateurs[56](deuxième diffusion)

- Azura Skye (Robine)
- Josh Randall (Copain de Robine)
- Bree Turner (Rosalee)
- Claire Coffee (Adalind Schade)

La Poule aux œufs d'or de Jean de La Fontaine
« Sing my precious little golden bird, sing ! I have hung my golden slipper around your neck. »
(Trad. Litt. : « Chante mon petit oiseau d'or, chante ! J'ai, moi-même, suspendu mes pantoufles d'or à ton cou. »)

### Épisode 17:La faim justifie les moyens
- États-Unis /  Canada : 13 avril 2012 sur NBC / CTV
- France :
- 4 septembre 2012 sur Syfy Universal France[57]
- 22 février 2013 sur NT1
- Québec : 10 décembre 2012 sur Ztélé

- États-Unis : 4,96 millions de téléspectateurs[60] (première diffusion)
- Canada : 949 000 téléspectateurs[61] (première diffusion)
- France : 413 000 téléspectateurs[62](deuxième diffusion)

- Bree Turner (Rosalee)
- Claire Coffee (Adalind Schade)
- Jessica Tuck (Catherine)

L'Âne-Salade (en) des frères Grimm
« Forgive me for the evil I have done you; my mother drove me to it; it was done it against my will. »

### Épisode 18:Tous contes faits
- États-Unis /  Canada : 20 avril 2012 sur NBC / CTV
- France :
- 4 septembre 2012 sur Syfy France[57]
- 22 février 2013 sur NT1
- Québec : 17 décembre 2012 sur Ztélé

- États-Unis : 4,56 millions de téléspectateurs[63] (première diffusion)
- Canada : 1,01 million de téléspectateurs[64] (première diffusion)
- France : 400 000 téléspectateurs[62](deuxième diffusion)

- Bree Turner (Rosalee)
- Sebastian Roché (Edgar Waltz)
- Neil Hopkins (Ian Harmon)

Jean de Fer des frères Grimm
« "Perhaps some accident has befallen him,” said the king, and the next day he sent out two more huntsmen who were to search for him. »

### Épisode 19:La Révolte des castors
- États-Unis /  Canada : 27 avril 2012 sur NBC / CTV
- France :
- 11 septembre 2012 sur Syfy France[57]
- 1er mars 2013 sur NT1
- Québec : 2 janvier 2013 sur Ztélé

- États-Unis : 4,33 millions de téléspectateurs[65] (première diffusion)
- Canada : 917 000 téléspectateurs[66] (première diffusion)
- France : 416 000 téléspectateurs[67](deuxième diffusion)

- David Zayas (Salvadore Butrell)

Les Trois Chèvres de Billy Bourrues, conte norvégien collecté par Peter Christen Asbjørnsen et Jørgen Moe
« Wait!' the troll said, jumping in front of him. 'This is my toll bridge. You have to pay a penny to cross'. »

### Épisode 20:Cris et Châtiments
- États-Unis /  Canada : 4 mai 2012 sur NBC / CTV
- France :
- 11 septembre 2012 sur Syfy France[57]
- 1er mars 2013 sur NT1
- Québec : 9 janvier 2013 sur Ztélé

- États-Unis : 4,73 millions de téléspectateurs[68] (première diffusion)
- Canada : 1,09 million de téléspectateurs[69] (première diffusion)
- France : 470 000 téléspectateurs[70](deuxième diffusion)

- Amanda Schull (Lucinda Jarvis)
- David Clayton Rogers (Arthur Jarvis)
- Tom Wright (en) (Spencer Harrison)

Cendrillon de Charles Perrault
« And they lived happily ever after. »

### Épisode 21:Le Projet Big-Foot
- États-Unis /  Canada : 11 mai 2012 sur NBC / CTV
- France :
- 18 septembre 2012 sur Syfy France[57]
- 8 mars 2013 sur NT1
- Québec : 16 janvier 2013 sur Ztélé

- États-Unis : 4,45 millions de téléspectateurs[71] (première diffusion)
- Canada : 963 000 téléspectateurs[72] (première diffusion)
- France : 516 000 téléspectateurs[73](deuxième diffusion)

- Roger Bart (Constantine Brinkerhof)
- Kenneth Mitchell (Larry McKenzie)

Hans Mon Hérisson (en) des frères Grimm
« He stripped off his skin and tossed it into the fire and he was in human form again. »

### Épisode 22:La Dame en noir
- États-Unis /  Canada : 18 mai 2012 sur NBC / CTV
- France :
- 18 septembre 2012 sur Syfy France[57]
- 8 mars 2013 sur NT1
- Québec : 23 janvier 2013 sur Ztélé

- États-Unis : 5,1 millions de téléspectateurs[74] (première diffusion)
- Canada : 995 000 téléspectateurs[75] (première diffusion)
- France : 500 000 téléspectateurs[73](deuxième diffusion)

- Mary Elizabeth Mastrantonio (la femme en noir)

La Belle au bois dormant de Charles Perrault
« It shall not be death, but a sleep of a hundred years, into which the princess shall fall. »